# Sonet 72 (William Szekspir)

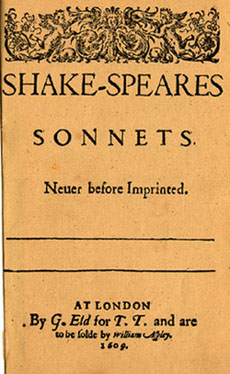
Strona tytułowa pierwszego wydania sonetów Shakespeare’a

Sonet 72 (By świat nie kazał ci rzec jakie były) – jeden z cyklu sonetów autorstwa Williama Shakespeare’a. Po raz pierwszy został opublikowany w 1609 roku.

## Treść
W sonecie tym podmiot liryczny, który przez niektórych badaczy jest utożsamiany z autorem, prosi tajemniczego młodzieńca, aby ten go nie wspominał, gdyż pisarz nie zasłużył na jego pamięć.